# Лангери (река)
Лангери — река на острове Сахалин.
Протекает по территории Смирныховского городского округа Сахалинской области России. Впадает в Охотское море.
Длина реки 101 км, площадь водосборного бассейна 1360 км².
Название происходит от нивхского ланрэри — «нерпичья река».

## Притоки
Объекты перечислены по порядку от устья к истоку.
- 0,9 км: река Селиваниха
- 16 км: Наносная
- 26 км: Малая Лангери
- 34 км: Алексеевка
- 46 км: Якубовского
- 53 км: Спокойная
- 60 км: Самохина
- 66 км: Белуха
- 71 км: Глухово
- 72 км: Дербиша
- 75 км: Мишкина
- 79 км: Кузькин
- 91 км: Рукосуев

## Данные водного реестра
По данным государственного водного реестра России относится к Амурскому бассейновому округу.
Код объекта в государственном водном реестре — 20050000212118300002504.